# Ла Мојл
Ла Мојл (енгл. La Moille) град је у америчкој савезној држави Илиноис.

## Демографија
По попису из 2010. године број становника је 726, што је 47 (-6,1%) становника мање него 2000. године.
| Група             | 2000.       | 2010.       |
| Белци             | 737 (95,3%) | 701 (96,6%) |
| Афроамериканци    | 1 (0,1%)    | 3 (0,4%)    |
| Азијати           | 0 (0,0%)    | 0 (0,0%)    |
| Хиспаноамериканци | 32 (4,1%)   | 18 (2,5%)   |
| Укупно            | 773         | 726         |